# Фридландская кирха
Фри́дландская кирха (нем. Kirche Friedland), или (с 1990) Свято-Георгиевский храм — средневековый памятник истории и архитектуры, расположенный в городе Правдинск Калининградской области. Изначально католический храм, затем протестантская кирха, с 1990 года — православный храм во имя святого Великомученика и Победоносца Георгия, относящийся к Черняховской епархии Русской православной церкви.

## История
Кирха Фридланда основана в начале XIV века в северо-западном углу города, неоднократно перестраивалась и реконструировалась, но в целом сохраняет черты кирпичной готики. После того, как в 1772 молния зажгла башню, верх её был надстроен в виде зубчатого венца и шестиугольного шпиля из пустотелого кирпича.  
Во время сражения при Фридланде, в ходе которого русская армия под командованием генерала Л. Л. Бенигсена потерпела поражение от наполеоновских войск, офицеры русской армии вели наблюдение за ходом сражения с высоты 48 метровой колокольни Фридландской кирхи.
После 1945 кирха оставалась абсолютно целой, но в 1948 году была разграблена за одну ночь. В 1959 были произведены обмерки кирхи и её поставили на государственный учёт как памятник архитектуры, но 14 октября 1961 года в ходе хрущёвской антирелигиозной кампании передана райпотребкооперации под склад.
Ремонт практически не производился, храм пришёл в аварийное состояние. Из-за разрушения крыши стены пропитались водой, покрылись плесенью и водорослями. От морозов местами выкрошилась кирпичная кладка. В пристройках частично разрушились своды.
С 1979 года предпринимались попытки сохранить здание. По инициативе отдела культуры районной администрации была восстановлена кровля на башне. При осмотре шара на шпиле были обнаружены документы и монеты, переданные в местный музей.
В 1990 году кирха передана Русской православной церкви и восстановлена силами прихода и бывших жителей Фридланда. В этом большая заслуга епископа Черняховского и Славского Николая, бывшего тогда настоятелем этого храма. 
В 1992 году Урсула Клуге (урожд. Яндт) инициировала с немецкой стороны содействие в ремонте разрушавшейся церкви Святого Георгия. Возглавляя общество «Фридланд (Восточная Пруссия)», в совместной работе со многими жителями Правдинска, она вплоть до 2006 года во многом способствовала восстановлению здания церкви.

## Современное состояние
Церковь, включающая пятиэтажную башню, построена из кирпича в готической кладке. Башню высотой 60,6 метров венчают шар и простой крест. Это одна из крупнейших кирх, сохранившихся на территории Калининградской области: крупнее неё только Михайловская кирха в Черняховске и кафедральный собор в Калининграде.
По окончании ремонтных работ митрополит Кирилл 27 сентября 2005 года совершил чин освящения храма. Город и приход отпраздновали 700-летие начала строительства первой церкви во Фридланде 7 сентября 2013 года.
Рядом с кирхой расположено захоронение 10 воинов Русской Императорской армии из 1-й гвардейской кавалерийской дивизии, погибших в ходе боёв Первой мировой войны.

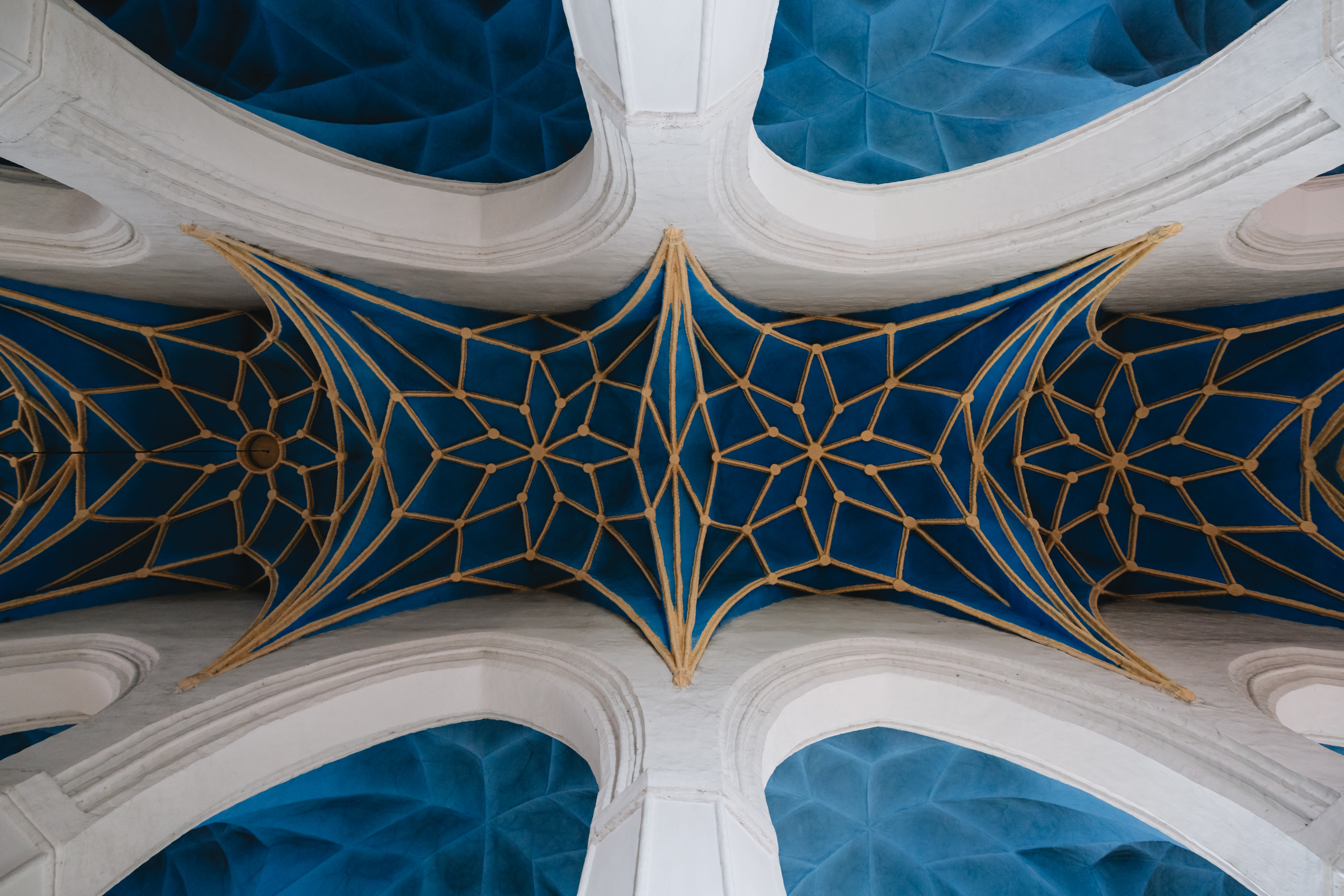
Готические своды
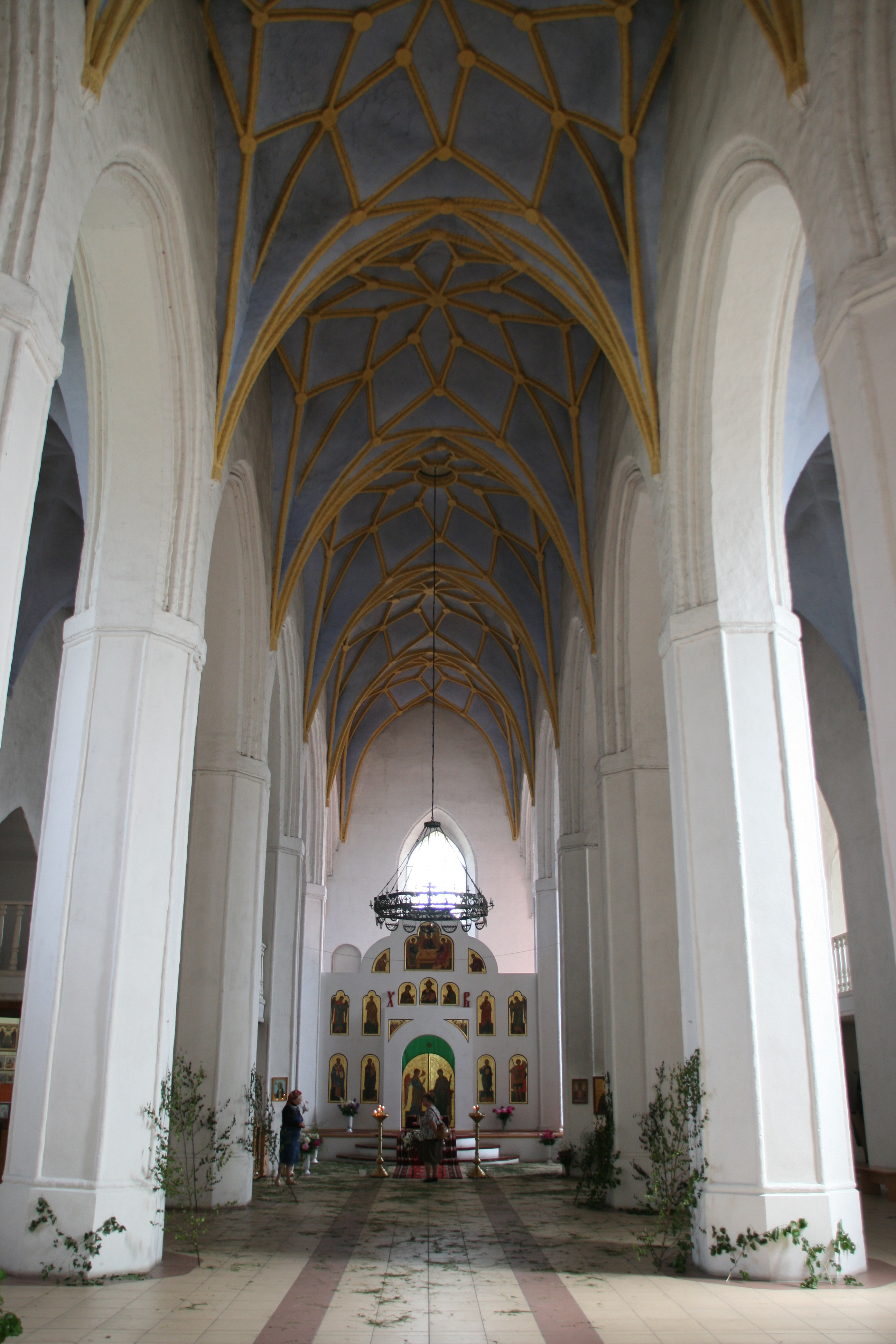
Интерьер, 2011
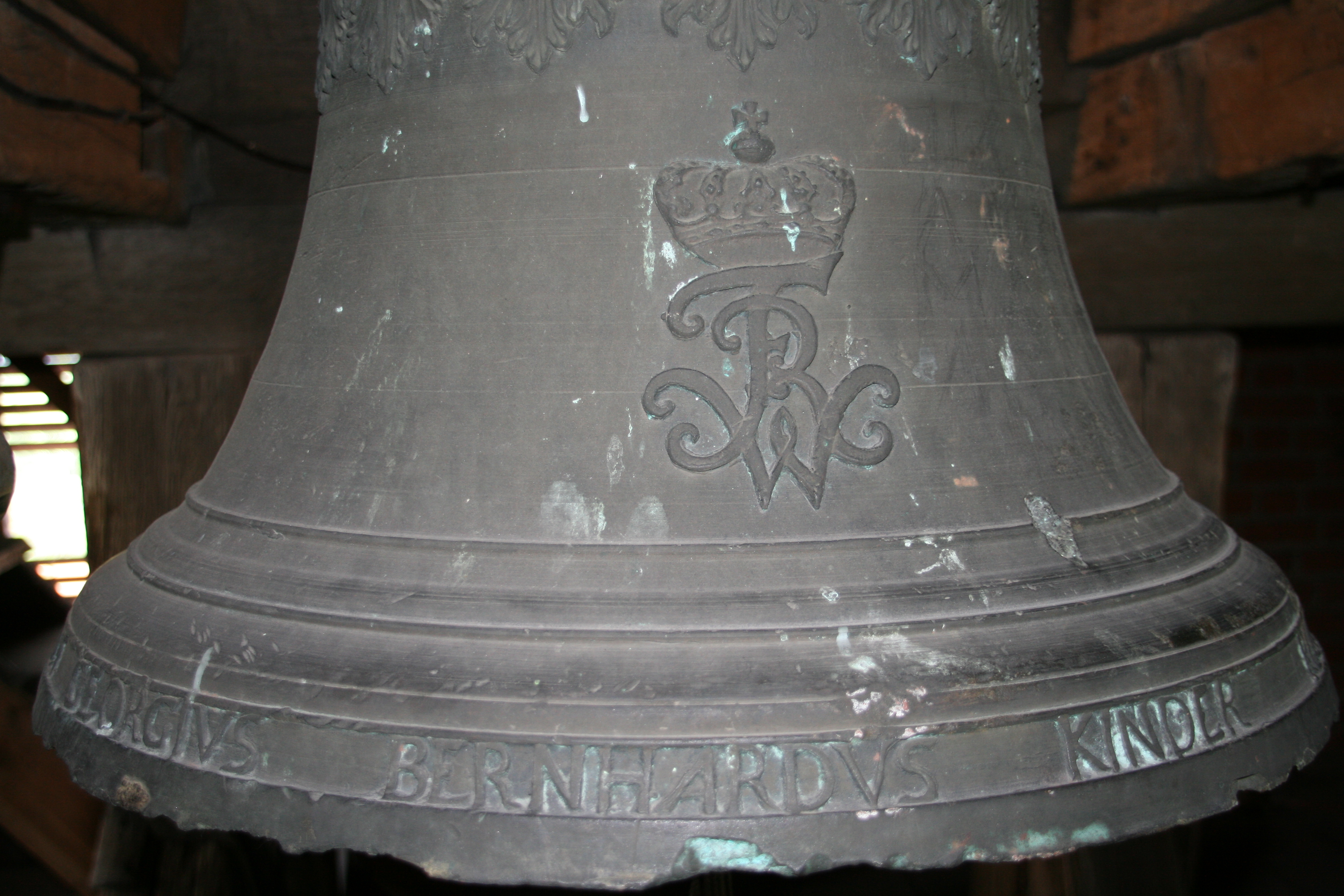
Колокол 1729 года